# Chiesa di San Leonardo (Cefalù)
La chiesa di San Leonardo è un edificio religioso di Cefalù.

## Descrizione
Si trova sul lato sud di via Porto Salvo. Originariamente dedicata a San Giorgio, viene citata in documenti del 1159 e del 1252 ed è attribuita (Fazello, Carandino, Passafiume, Auria) ad una fondazione di Ruggero II precedente a quella del duomo. Venne restaurata nel 1558, periodo in cui sembra abbia ricevuto la titolatura attuale. Nel 1648 fu annessa alla "Casa delle orfanelle riparate" dal vescovo Marco Antonio Gussio e nel 1875 fu nuovamente restaurata dal vescovo Ruggero Blundo.
Restano tracce dell'originario portale centrale, attualmente tamponato, con arco a sesto acuto in conci di pietra e colonnine binate con capitelli a motivi floreali, poggianti su palmette che richiamano simili decorazioni del duomo. L'interno a navata unica, presenta sul fondo un coro con due tribune sovrapposte:, quella superiore affacciata sulla navata con un profondo arcone. La parte inferiore dell'arcone è chiusa da un muro sul quale si aprono tre arcate della tribuna inferiore, più grande quella centrale: le arcate sono decorate da cornici in stucco e danno accesso a cantorie settecentesche in legno scolpito, sporgenti sulla navata.